# Neuroleon serrandi
Neuroleon serrandi är en insektsart som först beskrevs av Navás 1921.  Neuroleon serrandi ingår i släktet Neuroleon och familjen myrlejonsländor. Inga underarter finns listade i Catalogue of Life.